# Marie Valerie van Oostenrijk

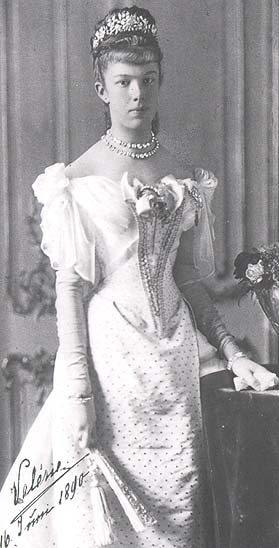
Marie Valerie in 1890

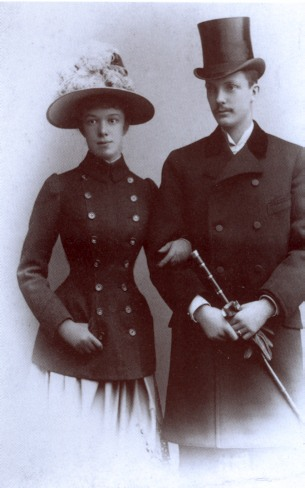
Marie Valerie en haar man

Marie Valerie Mathilde Amalia van Habsburg-Lotharingen (Boedapest, 22 april 1868 — Wallsee-Sindelburg, 6 september 1924) was een lid van het Huis Habsburg-Lotharingen. Ze was een dochter van keizer Frans Jozef I van Oostenrijk en keizerin Elisabeth.

## Jeugd
Marie Valerie was het vierde en jongste kind van keizer Frans Jozef I van Oostenrijk en keizerin Elisabeth. Omdat Elisabeth haar eerste drie kinderen niet zelf had mogen opvoeden van haar schoonmoeder, Sophie, was ze zeer verheugd met haar vierde zwangerschap. Tijdens de geboortes van haar eerste drie kinderen waren Oostenrijk en Hongarije nog niet samengevoegd tot Oostenrijk-Hongarije, wat betekende dat dit kind het eerste Hongaarse koningskind sinds honderden jaren zou zijn. Elisabeth beschouwde haar vierde kind dan ook als een geschenk voor Hongarije. Elisabeths - naar hysterie neigende - liefde voor Hongarije, had haar zelfs de hoop gegeven een zoon te baren, die dan later als koning van Hongarije zou kunnen regeren, terwijl haar oudste zoon, kroonprins Rudolf, dan de Oostenrijkse keizer zou zijn. Ze schreef hierover zelfs een romantisch gedicht, "O, könnt ich euch den könig geben". Vanzelfsprekend werd dit verlangen van de keizerin door het Weense hof niet gedeeld. Daar vreesde men een opsplitsing van de Dubbelmonarchie. De opluchting in Wenen was dan ook groot toen het kind een meisje bleek te zijn. Met de geboorte verstomde het gemopper in Weense hofkringen niet. Er werd zelfs gefluisterd dat niet Frans Jozef, maar de Hongaarse minister-president graaf Gyula Andrássy de vader van het kind zou zijn. Dit wordt door de meeste historici onwaarschijnlijk geacht, ook omdat Marie Valerie duidelijk trekken van Frans Jozef zou hebben.
Marie Valerie was het lievelingskind van Elisabeth. Marie Valerie bracht een groot deel van haar jeugd door in Hongarije, waardoor ze in Oostenrijk de bijnaam “het Hongaarse kind” kreeg. Op een bepaalde leeftijd begon Marie Valerie zich, tegen de bedoelingen van haar moeder in, tegen alle Hongaarse dingen af te zetten. Marie Valerie sprak daarna voornamelijk Duits, maar beheerste ook het Frans, Engels en Italiaans. Ze hield erg veel van muziek en kunst.

## Huwelijk

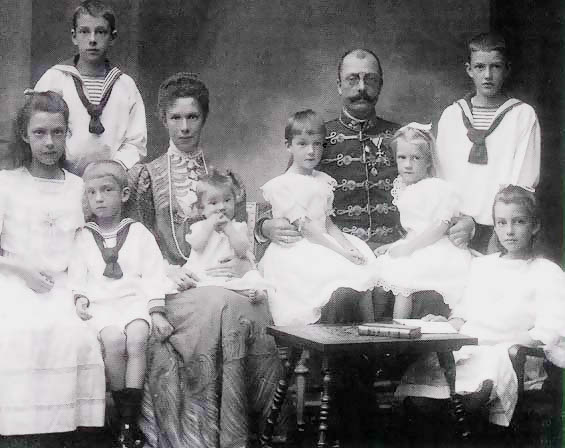
Marie Valerie met man en kinderen

Marie Valerie was, als dochter van de keizer, een geliefde huwelijkskandidate. Verschillende huwbare prinsen dongen naar haar hand. De Saksische kroonprins Frederik August was een van hen. Ook Michaël van Bragança waagde een poging evenals de Beierse prins Alfons. Bij het bezoek van deze laatste voelde Valerie zich "wie eine Kuh auf dem Viehmarkt", een indruk die nog versterkt zal zijn doordat de prins uitsluitend over de verzorging van paarden converseerde. Dat verveelde Valerie en haar moeder zeer.
Uiteindelijk leerde Valerie op een bal in 1886 aartshertog Frans Salvator van Oostenrijk kennen, op wie ze verliefd werd. Men had gehoopt dat Marie Valerie zou trouwen met een kroonprins van een belangrijk geslacht, maar zij koos voor de liefde. In 1888 verloofde ze zich met Frans Salvator om op 31 juli 1890 in de dorpskerk van Ischl met hem te trouwen. Tijdens de huwelijksvoltrekking werd het orgel bespeeld door Anton Bruckner. 
Het paar vestigde zich in Wels. In 1895 zette de eigenaar van Schloss Wallsee, hertog Alfred van Saksen-Coburg en Gotha, het kasteel te koop en werd er begonnen aan een grondige renovatie. Na de voltooiing van de renovatie, in 1897, betrok het gezin van Marie Valerie het kasteel aan de Donau. De inwoners van Wallsee waren daar erg blij mee, omdat Marie Valerie bekendstond als een gulle en goede vrouw.
Ondertussen ging het niet goed tussen Marie Valerie en Frans Salvator. De eerste jaren van hun huwelijk waren harmonieus geweest, maar in de loop der jaren verslechterde dat. Frans Salvator had regelmatig buitenechtelijke relaties, waaronder met Stephanie Richter. Die raakte kort daarop zwanger, maar wist het schandaal in de doofpot te stoppen door te trouwen.

### Kinderen
Marie Valerie en Frans Salvator kregen tien kinderen:
- Elisabeth Francisca (1892-1930), gehuwd met graaf George van Waldburg-Zeil-Hohenems
- Franz Karl (1893-1918)
- Hubert Salvator (1894-1971), gehuwd met prinses Rosemary van Salm-Salm (een dochter van erfprins Emanuel van Salm-Salm)
- Hedwig (1896-1970), gehuwd met graaf Bernhard van Stolberg-Stolberg
- Theodor Salvator (1899-1978), gehuwd met gravin Maria Theresia van Waldburg zu Zeil und Trauchburg
- Gertrud (1900-1962), gehuwd met graaf George van Waldburg-Zeil-Hohenems
- Maria Elisabeth (1901-1936), bleef ongehuwd
- Clemens Salvator (1904-1974)
- Mathilde (1906-1991)
- Agnes (1911, net na de geboorte gestorven).

## Sterfgevallen
In 1889 en 1898 verloor Marie Valerie haar broer en moeder; haar broer, Rudolf, pleegde zelfmoord en haar moeder werd vermoord. In 1916 verloor ze haar vader. 
In 1924 werd er lymfoom, een bepaalde kankersoort, bij haar geconstateerd. De artsen konden haar niet meer helpen en op 6 september van dat jaar overleed ze te Wallsee-Sindelburg. Ze werd bijgezet in een graf achter het hoofdaltaar van de parochiekerk te Sindelburg.

## Kwartierstaat
| Frans II van Oostenrijk (1768-1835) | Frans II van Oostenrijk (1768-1835) | Frans II van Oostenrijk (1768-1835) | Frans II van Oostenrijk (1768-1835) | Frans II van Oostenrijk (1768-1835)    | Frans II van Oostenrijk (1768-1835)    | Maria Theresia van Bourbon-Sicilië (1772-1807) | Maria Theresia van Bourbon-Sicilië (1772-1807) | Maria Theresia van Bourbon-Sicilië (1772-1807) | Maria Theresia van Bourbon-Sicilië (1772-1807) | Maria Theresia van Bourbon-Sicilië (1772-1807) | Maria Theresia van Bourbon-Sicilië (1772-1807) |                                                      |                                                      | Maximiliaan I Jozef van Beieren (1756-1825)          | Maximiliaan I Jozef van Beieren (1756-1825)          | Maximiliaan I Jozef van Beieren (1756-1825)          | Maximiliaan I Jozef van Beieren (1756-1825)          | Maximiliaan I Jozef van Beieren (1756-1825) | Maximiliaan I Jozef van Beieren (1756-1825) | Caroline van Baden (1776-1841)                 | Caroline van Baden (1776-1841)                 | Caroline van Baden (1776-1841)                 | Caroline van Baden (1776-1841)                 | Caroline van Baden (1776-1841)                 | Caroline van Baden (1776-1841)                 |  |  | Pius August in Beieren (1786-1837)                  | Pius August in Beieren (1786-1837)                  | Pius August in Beieren (1786-1837)                  | Pius August in Beieren (1786-1837)                  | Pius August in Beieren (1786-1837)                  | Pius August in Beieren (1786-1837)                  | Amalia Louise van Arenberg (1789-1823)   | Amalia Louise van Arenberg (1789-1823)   | Amalia Louise van Arenberg (1789-1823)   | Amalia Louise van Arenberg (1789-1823)   | Amalia Louise van Arenberg (1789-1823)   | Amalia Louise van Arenberg (1789-1823)   |                                          |                                          | Maximiliaan I Jozef van Beieren (1756-1825) | Maximiliaan I Jozef van Beieren (1756-1825) | Maximiliaan I Jozef van Beieren (1756-1825) | Maximiliaan I Jozef van Beieren (1756-1825) | Maximiliaan I Jozef van Beieren (1756-1825) | Maximiliaan I Jozef van Beieren (1756-1825) | Caroline van Baden (1776-1841)   | Caroline van Baden (1776-1841)   | Caroline van Baden (1776-1841) | Caroline van Baden (1776-1841) | Caroline van Baden (1776-1841) | Caroline van Baden (1776-1841) |  |  |  |  |  |  |  |  |  |  |  |  |  |  |  |  |  |  |  |  |  |  |  |  |  |  |  |  |  |  |  |  |  |  |  |  |  |  |  |  |  |  |  |  |  |  |  |  |
| Frans II van Oostenrijk (1768-1835) | Frans II van Oostenrijk (1768-1835) | Frans II van Oostenrijk (1768-1835) | Frans II van Oostenrijk (1768-1835) | Frans II van Oostenrijk (1768-1835)    | Frans II van Oostenrijk (1768-1835)    | Maria Theresia van Bourbon-Sicilië (1772-1807) | Maria Theresia van Bourbon-Sicilië (1772-1807) | Maria Theresia van Bourbon-Sicilië (1772-1807) | Maria Theresia van Bourbon-Sicilië (1772-1807) | Maria Theresia van Bourbon-Sicilië (1772-1807) | Maria Theresia van Bourbon-Sicilië (1772-1807) |                                                      |                                                      | Maximiliaan I Jozef van Beieren (1756-1825)          | Maximiliaan I Jozef van Beieren (1756-1825)          | Maximiliaan I Jozef van Beieren (1756-1825)          | Maximiliaan I Jozef van Beieren (1756-1825)          | Maximiliaan I Jozef van Beieren (1756-1825) | Maximiliaan I Jozef van Beieren (1756-1825) | Caroline van Baden (1776-1841)                 | Caroline van Baden (1776-1841)                 | Caroline van Baden (1776-1841)                 | Caroline van Baden (1776-1841)                 | Caroline van Baden (1776-1841)                 | Caroline van Baden (1776-1841)                 |  |  | Pius August in Beieren (1786-1837)                  | Pius August in Beieren (1786-1837)                  | Pius August in Beieren (1786-1837)                  | Pius August in Beieren (1786-1837)                  | Pius August in Beieren (1786-1837)                  | Pius August in Beieren (1786-1837)                  | Amalia Louise van Arenberg (1789-1823)   | Amalia Louise van Arenberg (1789-1823)   | Amalia Louise van Arenberg (1789-1823)   | Amalia Louise van Arenberg (1789-1823)   | Amalia Louise van Arenberg (1789-1823)   | Amalia Louise van Arenberg (1789-1823)   |                                          |                                          | Maximiliaan I Jozef van Beieren (1756-1825) | Maximiliaan I Jozef van Beieren (1756-1825) | Maximiliaan I Jozef van Beieren (1756-1825) | Maximiliaan I Jozef van Beieren (1756-1825) | Maximiliaan I Jozef van Beieren (1756-1825) | Maximiliaan I Jozef van Beieren (1756-1825) | Caroline van Baden (1776-1841)   | Caroline van Baden (1776-1841)   | Caroline van Baden (1776-1841) | Caroline van Baden (1776-1841) | Caroline van Baden (1776-1841) | Caroline van Baden (1776-1841) |  |  |  |  |  |  |  |  |  |  |  |  |  |  |  |  |  |  |  |  |  |  |  |  |  |  |  |  |  |  |  |  |  |  |  |  |  |  |  |  |  |  |  |  |  |  |  |  |
|                                     |                                     |                                     |                                     |                                        |                                        |                                                |                                                |                                                |                                                |                                                |                                                |                                                      |                                                      |                                                      |                                                      |                                                      |                                                      |                                             |                                             |                                                |                                                |                                                |                                                |                                                |                                                |  |  |                                                     |                                                     |                                                     |                                                     |                                                     |                                                     |                                          |                                          |                                          |                                          |                                          |                                          |                                          |                                          |                                             |                                             |                                             |                                             |                                             |                                             |                                  |                                  |                                |                                |                                |                                |  |  |  |  |  |  |  |  |  |  |  |  |  |  |  |  |  |  |  |  |  |  |  |  |  |  |  |  |  |  |  |  |  |  |  |  |  |  |  |  |  |  |  |  |  |  |  |  |
|                                     |                                     |                                     |                                     | Frans Karel van Oostenrijk (1802-1878) | Frans Karel van Oostenrijk (1802-1878) | Frans Karel van Oostenrijk (1802-1878)         | Frans Karel van Oostenrijk (1802-1878)         | Frans Karel van Oostenrijk (1802-1878)         | Frans Karel van Oostenrijk (1802-1878)         |                                                |                                                |                                                      |                                                      |                                                      |                                                      | Sophie van Beieren (1805-1872)                       | Sophie van Beieren (1805-1872)                       | Sophie van Beieren (1805-1872)              | Sophie van Beieren (1805-1872)              | Sophie van Beieren (1805-1872)                 | Sophie van Beieren (1805-1872)                 |                                                |                                                |                                                |                                                |  |  |                                                     |                                                     |                                                     |                                                     | Maximiliaan Jozef in Beieren (1808-1888)            | Maximiliaan Jozef in Beieren (1808-1888)            | Maximiliaan Jozef in Beieren (1808-1888) | Maximiliaan Jozef in Beieren (1808-1888) | Maximiliaan Jozef in Beieren (1808-1888) | Maximiliaan Jozef in Beieren (1808-1888) |                                          |                                          |                                          |                                          |                                             |                                             | Ludovika van Beieren (1808-1892)            | Ludovika van Beieren (1808-1892)            | Ludovika van Beieren (1808-1892)            | Ludovika van Beieren (1808-1892)            | Ludovika van Beieren (1808-1892) | Ludovika van Beieren (1808-1892) |                                |                                |                                |                                |  |  |  |  |  |  |  |  |  |  |  |  |  |  |  |  |  |  |  |  |  |  |  |  |  |  |  |  |  |  |  |  |  |  |  |  |  |  |  |  |  |  |  |  |  |  |  |  |
|                                     |                                     |                                     |                                     | Frans Karel van Oostenrijk (1802-1878) | Frans Karel van Oostenrijk (1802-1878) | Frans Karel van Oostenrijk (1802-1878)         | Frans Karel van Oostenrijk (1802-1878)         | Frans Karel van Oostenrijk (1802-1878)         | Frans Karel van Oostenrijk (1802-1878)         |                                                |                                                |                                                      |                                                      |                                                      |                                                      | Sophie van Beieren (1805-1872)                       | Sophie van Beieren (1805-1872)                       | Sophie van Beieren (1805-1872)              | Sophie van Beieren (1805-1872)              | Sophie van Beieren (1805-1872)                 | Sophie van Beieren (1805-1872)                 |                                                |                                                |                                                |                                                |  |  |                                                     |                                                     |                                                     |                                                     | Maximiliaan Jozef in Beieren (1808-1888)            | Maximiliaan Jozef in Beieren (1808-1888)            | Maximiliaan Jozef in Beieren (1808-1888) | Maximiliaan Jozef in Beieren (1808-1888) | Maximiliaan Jozef in Beieren (1808-1888) | Maximiliaan Jozef in Beieren (1808-1888) |                                          |                                          |                                          |                                          |                                             |                                             | Ludovika van Beieren (1808-1892)            | Ludovika van Beieren (1808-1892)            | Ludovika van Beieren (1808-1892)            | Ludovika van Beieren (1808-1892)            | Ludovika van Beieren (1808-1892) | Ludovika van Beieren (1808-1892) |                                |                                |                                |                                |  |  |  |  |  |  |  |  |  |  |  |  |  |  |  |  |  |  |  |  |  |  |  |  |  |  |  |  |  |  |  |  |  |  |  |  |  |  |  |  |  |  |  |  |  |  |  |  |
|                                     |                                     |                                     |                                     |                                        |                                        |                                                |                                                |                                                |                                                | Frans Jozef I van Oostenrijk (1830-1916)       | Frans Jozef I van Oostenrijk (1830-1916)       | Frans Jozef I van Oostenrijk (1830-1916)             | Frans Jozef I van Oostenrijk (1830-1916)             | Frans Jozef I van Oostenrijk (1830-1916)             | Frans Jozef I van Oostenrijk (1830-1916)             |                                                      |                                                      |                                             |                                             |                                                |                                                |                                                |                                                |                                                |                                                |  |  |                                                     |                                                     |                                                     |                                                     |                                                     |                                                     |                                          |                                          |                                          |                                          | Elisabeth in Beieren (1837-1898)         | Elisabeth in Beieren (1837-1898)         | Elisabeth in Beieren (1837-1898)         | Elisabeth in Beieren (1837-1898)         | Elisabeth in Beieren (1837-1898)            | Elisabeth in Beieren (1837-1898)            |                                             |                                             |                                             |                                             |                                  |                                  |                                |                                |                                |                                |  |  |  |  |  |  |  |  |  |  |  |  |  |  |  |  |  |  |  |  |  |  |  |  |  |  |  |  |  |  |  |  |  |  |  |  |  |  |  |  |  |  |  |  |  |  |  |  |
|                                     |                                     |                                     |                                     |                                        |                                        |                                                |                                                |                                                |                                                | Frans Jozef I van Oostenrijk (1830-1916)       | Frans Jozef I van Oostenrijk (1830-1916)       | Frans Jozef I van Oostenrijk (1830-1916)             | Frans Jozef I van Oostenrijk (1830-1916)             | Frans Jozef I van Oostenrijk (1830-1916)             | Frans Jozef I van Oostenrijk (1830-1916)             |                                                      |                                                      |                                             |                                             |                                                |                                                |                                                |                                                |                                                |                                                |  |  |                                                     |                                                     |                                                     |                                                     |                                                     |                                                     |                                          |                                          |                                          |                                          | Elisabeth in Beieren (1837-1898)         | Elisabeth in Beieren (1837-1898)         | Elisabeth in Beieren (1837-1898)         | Elisabeth in Beieren (1837-1898)         | Elisabeth in Beieren (1837-1898)            | Elisabeth in Beieren (1837-1898)            |                                             |                                             |                                             |                                             |                                  |                                  |                                |                                |                                |                                |  |  |  |  |  |  |  |  |  |  |  |  |  |  |  |  |  |  |  |  |  |  |  |  |  |  |  |  |  |  |  |  |  |  |  |  |  |  |  |  |  |  |  |  |  |  |  |  |
|                                     |                                     |                                     |                                     |                                        |                                        |                                                |                                                |                                                |                                                |                                                |                                                |                                                      |                                                      |                                                      |                                                      |                                                      |                                                      |                                             |                                             |                                                |                                                |                                                |                                                |                                                |                                                |  |  |                                                     |                                                     |                                                     |                                                     |                                                     |                                                     |                                          |                                          |                                          |                                          |                                          |                                          |                                          |                                          |                                             |                                             |                                             |                                             |                                             |                                             |                                  |                                  |                                |                                |                                |                                |  |  |  |  |  |  |  |  |  |  |  |  |  |  |  |  |  |  |  |  |  |  |  |  |  |  |  |  |  |  |  |  |  |  |  |  |  |  |  |  |  |  |  |  |  |  |  |  |
|                                     |                                     |                                     |                                     |                                        |                                        |                                                |                                                |                                                |                                                |                                                |                                                |                                                      |                                                      |                                                      |                                                      |                                                      |                                                      |                                             |                                             |                                                |                                                |                                                |                                                |                                                |                                                |  |  |                                                     |                                                     |                                                     |                                                     |                                                     |                                                     |                                          |                                          |                                          |                                          |                                          |                                          |                                          |                                          |                                             |                                             |                                             |                                             |                                             |                                             |                                  |                                  |                                |                                |                                |                                |  |  |  |  |  |  |  |  |  |  |  |  |  |  |  |  |  |  |  |  |  |  |  |  |  |  |  |  |  |  |  |  |  |  |  |  |  |  |  |  |  |  |  |  |  |  |  |  |
|                                     |                                     |                                     |                                     |                                        |                                        |                                                |                                                |                                                |                                                |                                                |                                                | Sophie Frederika Dorothea van Oostenrijk (1855-1857) | Sophie Frederika Dorothea van Oostenrijk (1855-1857) | Sophie Frederika Dorothea van Oostenrijk (1855-1857) | Sophie Frederika Dorothea van Oostenrijk (1855-1857) | Sophie Frederika Dorothea van Oostenrijk (1855-1857) | Sophie Frederika Dorothea van Oostenrijk (1855-1857) |                                             |                                             | Gisela Louise Marie van Oostenrijk (1856-1932) | Gisela Louise Marie van Oostenrijk (1856-1932) | Gisela Louise Marie van Oostenrijk (1856-1932) | Gisela Louise Marie van Oostenrijk (1856-1932) | Gisela Louise Marie van Oostenrijk (1856-1932) | Gisela Louise Marie van Oostenrijk (1856-1932) |  |  | Rudolf Frans Karel Jozef van Oostenrijk (1858-1889) | Rudolf Frans Karel Jozef van Oostenrijk (1858-1889) | Rudolf Frans Karel Jozef van Oostenrijk (1858-1889) | Rudolf Frans Karel Jozef van Oostenrijk (1858-1889) | Rudolf Frans Karel Jozef van Oostenrijk (1858-1889) | Rudolf Frans Karel Jozef van Oostenrijk (1858-1889) |                                          |                                          | Marie Valerie van Oostenrijk (1868-1924) | Marie Valerie van Oostenrijk (1868-1924) | Marie Valerie van Oostenrijk (1868-1924) | Marie Valerie van Oostenrijk (1868-1924) | Marie Valerie van Oostenrijk (1868-1924) | Marie Valerie van Oostenrijk (1868-1924) |                                             |                                             |                                             |                                             |                                             |                                             |                                  |                                  |                                |                                |                                |                                |  |  |  |  |  |  |  |  |  |  |  |  |  |  |  |  |  |  |  |  |  |  |  |  |  |  |  |  |  |  |  |  |  |  |  |  |  |  |  |  |  |  |  |  |  |  |  |  |

## Noot
1. ↑  Brigitte Hamann, Elisabeth. Kaisrin wider Willen München, 1981, 1997, blz 534 e.v.